# Confident Music for Confident People
Confident Music for Confident People — дебютный студийный альбом австралийской инди-электропоп-группы Confidence Man, вышедший 13 апреля 2018 года с помощью лейблов Heavenly Recordings и Amplifire Music и занял 31-е место в чарте ARIA Charts.
Альбом был написан и спродюсирован группой и был поддержан австралийским и международным туром, который проходил с февраля по август 2018 года.
На церемонии AIR Awards 2019 года альбом победил в номинации «Лучший независимый танцевальный/электронный альбом».

## Отзывы
| Совокупная оценка | Совокупная оценка |
| Источник          | Оценка            |
| ----------------- | ----------------- |
| Metacritic        | 80/100            |
| Оценки критиков   |                   |
| Источник          | Оценка            |
| AllMusic          | [ 9 ]             |
| The AU Review     | 6.5/10            |
| Drowned in Sound  | 9/10              |
| The Guardian      | [ 12 ]            |
| NME               | [ 13 ]            |

Альбом получил положительные отзывы музыкальных критиков и интернет-изданий. На сайте Metacritic, который присваивает нормализованный рейтинг из 100 баллов рецензиям основных критиков, альбом получил средний балл 80, основанный на шести рецензиях.
Нил З. Юнг из AllMusic отметил: «Вечеринка не прекращается на неудержимо бодром дебютнике Confidence Man. Австралийский квартет не сбавляет оборотов на протяжении 11 пульсирующих танцевальных гимнов, наполняя каждый из них тяжёлой дозой веселья, как предшественники Scissor Sisters, Fischerspooner, LCD Soundsystem и CSS», добавив: «Они сосредоточены на вызывающих привыкание ритмах, пульсирующих битах и обманчиво простых лирических „хитах“, гипнотизирующих, как бешеные заклинатели змей».
Дилан Маршалл из The AU Review сказал: «Уже трижды видев группу, я не ожидал ничего особенного от „Уверенной музыки для уверенных людей“. Если треки будут способны перенестись на живую сцену, то Confidence Man сделали своё дело. Слушая группу в записанном виде, понимаешь, что они, по сути, являются сатирой на поп-музыку и ваши эго-маньячные поп- и танцевальные акты. Конечно, они могут и пошутить, но я бы предпочёл, чтобы они делали это с иронией, а не думали, что действительно собираются изменить лицо поп- и танцевального мира. Уверенная музыка для уверенных людей именно такова. Она никогда не была новаторской, но она весёлая и уверенная, и, честно говоря, в этом нет ничего плохого».
Дом Гурлей из Drowned in Sound назвал его «самой бессовестно затягивающей пластинкой, которую вы услышите за весь год».
Рэйчел Ароэсти из The Guardian: «Первое, что бьёт вас по голове в их сумасбродном дебюте, — это болтливый, грубый вокал фронтвумен Джанет Плэнет, которая затрагивает самые разные темы — от ущербности её бойфренда до того, как быстро другие мужчины влюбляются в неё». В заключение Ароэсти сказал: «Их, конечно, нельзя назвать тонкими, но за широкими мазками Confidence Man скрывается сложная и искусная дистилляция радости дэнс-попа».
Эндрю Тренделл из New Musical Express сказал: «Это звук, находящийся где-то между синти- и трубадурным электропанком ранних LCD Soundsystem и Le Tigre, возвышенный духом жанрового ремикса Бека и умением Hot Chip зацепить, залитый сладкой психологической глазурью Jagwar Ma». Тренделл продолжил: «С балеарским пульсом и горизонтальным настроем на протяжении всей пластинки, эта запись — готовый солнечный свет — MDMAzing веселье без претензий для масс».
Сайт Triple J отметил: «Поппинг с непринуждённой крутостью, игривым хвастовством и искрящимся нахальством, Confident Music for Confident People — это 11 треков неотразимой танцевальной музыки».

## Список композиций
1. «Try Your Luck» — 3:34
2. «Don’t You Know I’m in a Band» — 3:24
3. «Boyfriend (Repeat)» — 4:10
4. «C.O.O.L Party» — 3:39
5. «Out the Window» — 4:25
6. «Catch My Breath» — 3:59
7. «Bubblegum» — 3:29
8. «Better Sit Down Boy» — 3:24
9. «Sailboat Vacation» — 2:33
10. «All the Way» — 3:43
11. «Fascination» — 4:53

## Чарты
| Чарт (2018)      | Высшая позиция |
| ---------------- | -------------- |
| Австралия (ARIA) | 31             |